# Tarwater
Tarwater ist ein deutsches Electronic-Duo aus Berlin.

## Geschichte
Die ersten Aufnahmen von Bernd Jestram und Ronald Lippok, die ihre musikalische Laufbahn 1982 in der DDR-Art-Punk-Band Ornament & Verbrechen begonnen hatten, unter dem Namen Tarwater erfolgten 1995. Der Bandname entstammt den Credits auf einer Schallplatte der Psychedelic Band Love, auf der ein Musiker namens C. Tarwater mitwirkte. Im September 1995 gaben die beiden Musiker auf einem Kunstfest in Dresden ihr erstes Konzert und im Februar 1996 ihr erstes Berlinkonzert im Roten Salon. Das erste Tarwater-Album 11/6 12/10 erschien 1996 beim Kitty-Yo-Label. In diesem Jahr begann auch ihre Zusammenarbeit mit der Booking-Agentur Headquarter. Für den Spielfilm Edgar unter der Regie von Karsten Laske komponierte und produzierte das Duo erstmals Filmmusik. 1997 folgte Musik für den Kurzfilm Straßensperre unter Regie von Carsten Fiebeler. 1997 erschien wieder bei Kitty-Yo mit Rabbit Moon das zweite Album der Band. Im März 1998 ging Tarwater erstmals auf USA-Tour. Dort wurde Rabbit Moon Revisited von Capstack vertrieben. 1998 kam das Album Silur heraus, das 1999 für die USA von Mute Records unter Lizenz genommen wurde. 1999 brachte das Duo Like a Miracle und die Tarwater Remix EP heraus. 
In dieser Zeit lieferte Tarwater zu zahlreichen Filmen und Aufführungen die entsprechende musikalische Untermalung und absolvierte einige Radiosessions, darunter auch zwei Peel Sessions. Veröffentlichungen in den folgenden Jahren waren 2000 Animals Suns & Atoms bei Kitty-Yo, 2001 Not the Wheel bei Gustaff Records und 2002 Dwellers on the Threshold. 2001 lieferte Tarwater die Filmmusik zu Brombeerchen, dem ersten abendfüllenden Spielfilm von Oliver Rihs, für den dieser auch das Drehbuch schrieb. Touren und Auftritte in Europa folgten, darunter auf dem Roskilde-Festival in Dänemark. 2005 unterschrieb das Duo beim angesehenen Label Morr Music und veröffentlichte The needle was travelling. Im selben Jahr gingen Jestram und Lippok zusammen mit Bernhard Fleischmann auf Tour in Japan. 2005 gaben Tarwater Konzerte in Südamerika und 2006 in Mittelamerika. 2007 erschien wieder bei Morr Music das Album Spider Smile.
Ronald Lippok ist, ebenfalls seit 1995, auch in der Band To Rococo Rot aktiv.

## Diskografie

### Alben
- 1996: 11/6 12/10 (Kitty-Yo)
- 1997: Rabbit Moon (Kitty-Yo)
- 1998: Rabbit Moon Revisited (Capstack)
- 1998: Silur (Kitty-Yo/Mute)
- 2000: Animals Suns & Atoms (Kitty-Yo)
- 2001: Not the Wheel (Gustaff Records)
- 2002: Dwellers on the Threshold (Tripsichord/Kitty-Yo)
- 2003: Drops on hot stone (Norton.Comander.Productions)
- 2005: The needle was travelling (Morr Music)
- 2007: Spider Smile (Morr Music/Gustaff Records)
- 2009: Donne-moi la main (Gusstaff Records)
- 2011: Inside The Ships (Bureau B)
- 2014: Adrift (Bureau B)
- 2024: Nuts of Ay (Morr Music)

### EPs und Singles
- 1996: Outside Tokio/Bear Cage 7"
- 1997: Rabbit Moon 12" (Kitty-Yo)
- 1999: Tarwater Remix EP (Room Tone)
- 2000: 14/1 Endlos 7" (Audraglint)
- 2002: Sell me a coat 7" (Kitty-Yo)
- 2007: Earsugar 7" (Earsugar)
- 2009: 14/1 Endlos (Audraglint)

### Kollaborationen
- 1999: Tarwater feat. Tikiman (Soul Static)
- 2001: Tarwater/Yuppie Flu Splitsingle (Unhip Records)
- 2002: Piano Magic/Tarwater: Modern Jupiter (4AD Records)
- 2004: Tuxedomoon, Cabin In The Sky: Annuncialto Redux (CramBoy)
- 2006: B. Fleischmann/Tarwater Japan Tour 2005 (Morr Music)
- 2007: Tar Babies/Strawberry Statement (Earsugar)
- 2012: Kreidler/Tarwater - Untitled (Bureau B)
- 2015: WIRE INK FLAG (Künstlerhaus Bethanien)
- 2015: Sølyst/Tarwater (Bureau B)

### Filmmusik
- 1996: Edgar – Regie: Karsten Laske
- 1997: Straßensperre – Regie: Carsten Fiebeler (Kurzfilm)
- 1998: 14/1 Endlos – Regie: Carsten Fiebeler
- 1999: No Ordinary Cowboy – Regie: Abdur-Rehman Ismael Mia (Dokumentarfilm)
- 1999: Fremde Freundin – Regie: Anne H. Krohn
- 2001: Brombeerchen – Regie: Oliver Rihs
- 2002: Die Datsche – Regie: Carsten Fiebeler
- 2004: Close – Regie: Markus Lenz
- 2005: Suche nach Schwerelosigkeit – Vladimir Malakov, ein Portrait – Regie: Carsten Fiebeler (Dokumentarfilm)
- 2009: Kriegerstock – Regie: Joseph Lippok
- 2009: Reich mir deine Hand (Donne-moi la main) – Regie: Pascal-Alex Vincent
- 2009: Rückenwind

### Hörspielmusik
- 2013: Mark Twain: Der geheimnisvolle Fremde – Regie: Kai Grehn (Hörspiel – DLR)
- 2014: Walt Whitman: Children of Adam – Übersetzung und Regie: Kai Grehn (Klangkunst – RB/DKultur/SWR)